# IUS
IUS (на английски: Inertial Upper Stage, съкр. IUS) е ускорителен блок, използван в конфигурацията на ракетите – носители Титан 34D и Титан IV. Разработен от USAF и произведен от Боинг за издигане на полезния товар от ниска земна орбита до по-високи орбити. Използван е за тази цел и от товарния отсек на космическата совалка. Ускорителният блок IUS се оказва надеждна ускорителна степен и остава в експлоатация повече от 20 години, въпреки че в началото на 90-те години на 20 век USAF правят опит да го заменят с ускорителен блок TOS (на английски: Transfer Orbit Stage).

## История
IUS е създаден по време на фазата на развитие на космическата совалка (1969 – 1974). НАСА и USAF искат ускорителен блок, който да може да се използва както от космическата совалка, така и от ракетите – носители от подсемейството Титан III. По това време тези ракети са най-мощните носители в американските космически програми и по ирония на съдбата се оказват в ръцете на USAF (най-мощния носител не само в САЩ, но и в света Сатурн INT-21 е използван само веднъж за стартирането на Скайлаб през 1973 г., а конкуренцията за финансиране на космически програми между НАСА и USAF е огромна; иронията се състои в това, че от тази двойка винаги НАСА е във водеща позиция и определя „правилата на играта“). Принципно USAF нямат нужда от нова ускорителна степен, тъй като разполагат с блока Транстейдж, който въпреки високата си цена се справя много добре. При по-тежки товари успешно е използван и мощния ускорителен блок Центавър, който НАСА не иска да приеме поради използването на криогенни компоненти за гориво и окислител. Превозването на такава „бомба“ в товарния отсек на космическата совалка е преценено като много опасно. НАСА и USAF се решават на компромис между блока Транстейдж, който е скъп и недостатъчно мощен, Центавър, който е прекалено мощен и не е необходим за всички мисии на USAF, а НАСА не харесва поради споменатите по-горе причини и новия твърдогоривен ускорителен блок IUS, който е някъде по средата. Новия ускорителен блок удовлетворява и двете страни, защото е достатъчно мощен, за да изведе два разузнавателни спътника на орбита над СССР или един полезен товар на НАСА. Ускорителният блок е конструиран от научния център на USAF, като за основа на разработката е взет надеждния твърдогоривен ускорителен блок Бърнър ІІ. Производството е поверено на Боинг. Първият старт на ракета-носител Титан 34D с блока IUS е през 1982 г., малко преди мисията STS-6 на космическата совалка Чалънджър.
IUS е първия двустепенен ускорителен блок. Тази конструктивна схема е избрана за по-голяма безопасност при старт от космическата совалка. Първата степен работи съвсем кратко време, за да отдалечи IUS и полезния товар на безопасно разстояние от космическия кораб. Втората степен извежда на блока извежда полезния товар на желаната орбита. След достигане на апогей, тази степен започва ретроградно маневриране, за да се върне на по-ниска орбита и да избегне всякаква възможност от сблъсък с полезения товар. Последния полет на IUS е през 2004 г.

## Полети
| Номер | Дата              | Ракета-носител | Полезен товар                               | Резултат                                                        |
| ----- | ----------------- | -------------- | ------------------------------------------- | --------------------------------------------------------------- |
| 1     | 30 октомври 1982  | Титан 34D      | Военни сателити DSCS II F-16 и DSCS III A-1 | Успешна мисия, въпреки загуба на телеметрията                   |
| 2     | 4 април 1983      | STS-6          | Сатели TDRS-1                               | Частичен успех. Отказ системата за управление на втората степен |
| 3     | 24 януари 1985    | STS-51C        | Военен сателит USA-8 Magnum                 | Успех                                                           |
| 4     | 10 март 1985      | STS-51J        | Военни сателити USA-11 и USA-12 DSCS        | Успех                                                           |
| 5     | 28 януари 1986    | STS-51L        | Сателит TDRS-B                              | Неуспех. Катастрофа на космическата совалка Чалънджър           |
| 6     | 29 септември 1988 | STS-26         | Сателит TDRS-3 (TDRS-C)                     | Успех                                                           |
| 7     | 13 март 1989      | STS-29         | Сателит TDRS-4 (TDRS-D)                     | Успех                                                           |
| 8     | 4 май 1989        | STS-30         | Сонда Магелан                               | Полет до Венера                                                 |
| 9     | 14 юни 1989       | Титан IV(402)A | Военен сателит USA-39 DSP                   | Успех                                                           |
| 10    | 18 октомври 1989  | STS-34         | Сонда Галилео                               | Полет до Юпитер                                                 |
| 11    | 23 ноември 1989   | STS-33         | Военен сателит USA-48 Magnum                | Успех                                                           |
| 12    | 6 октомври 1990   | STS-41         | Сонда Одисей                                | Полет до Юпитер. Действаща мисия                                |
| 13    | 13 ноември 1990   | Титан IV(402)A | Военен сателит USA-65 DSP                   | Успех                                                           |
| 14    | 2 август 1991     | STS-43         | Сателит TDRS-5 (TDRS-E)                     | Успех                                                           |
| 15    | 24 ноември 1991   | STS-44         | Военен сателит USA-75 DSP                   | Успех                                                           |
| 16    | 13 януари 1993    | STS-54         | Сателит TDRS-6 (TDRS-F)                     | Успех                                                           |
| 17    | 22 декември 1994  | Титан IV(402)A | Военен сателит USA-107 DSP                  | Успех                                                           |
| 18    | 13 юли 1995       | STS-70         | Сателит TDRS-7 (TDRS-G)                     | Успех                                                           |
| 19    | 23 февруари 1997  | Титан IV(402)B | Военен сателит USA-130 DSP                  | Успех                                                           |
| 20    | 9 април 1999      | Титан IV(402)B | Военен сателит USA-142 DSP                  | Неуспех. Повреда във втората степен на IUS                      |
| 21    | 23 юли 1999       | STS-93         | Рентгенова обсерватория Чандра              | Успех                                                           |
| 22    | 8 май 2000        | Титан IV(402)B | Военен сателит USA-149 DSP                  | Успех                                                           |
| 23    | 6 август 2001     | Титан IV(402)B | Военен сателит USA-159 DSP                  | Успех                                                           |
| 24    | 14 февруари 2004  | Титан IV       | Военен сателит USA-176 DSP                  | Успех                                                           |

## Галерия
- IUS в цеха за сборка с полезния товар
- IUS в товарния отсек на космическата совалка
- IUS на стартова позиция
- Начало на стартовата операция